# Arzni
Arzni (in armeno Արզնի?) è un comune dell'Armenia di 2 529 abitanti (2009) della provincia di Kotayk'.